# Quido Maria Vyskočil
Quido Maria Vyskočil, rozený Antonín Ludvik Vyskočil (18. října 1881 Příbram – 14. srpna 1969 Praha) byl český spisovatel, básník a knihovník.

## Život

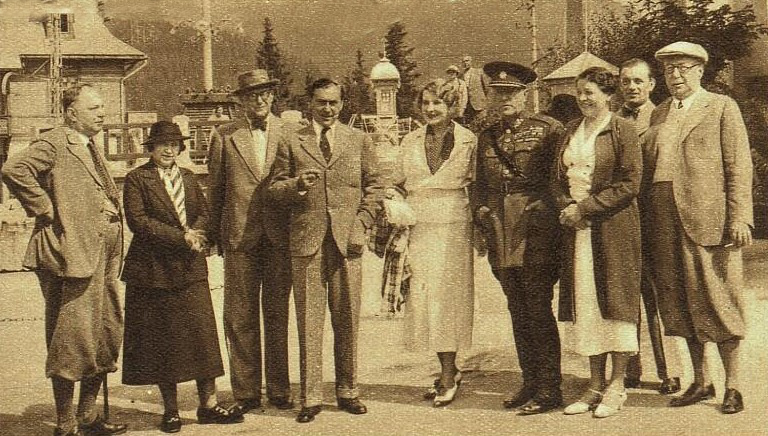
Q. M. Vyskočil (první zleva) na Štrbském Plese, 1935 (v uniformě generál Josef Šnejdárek)

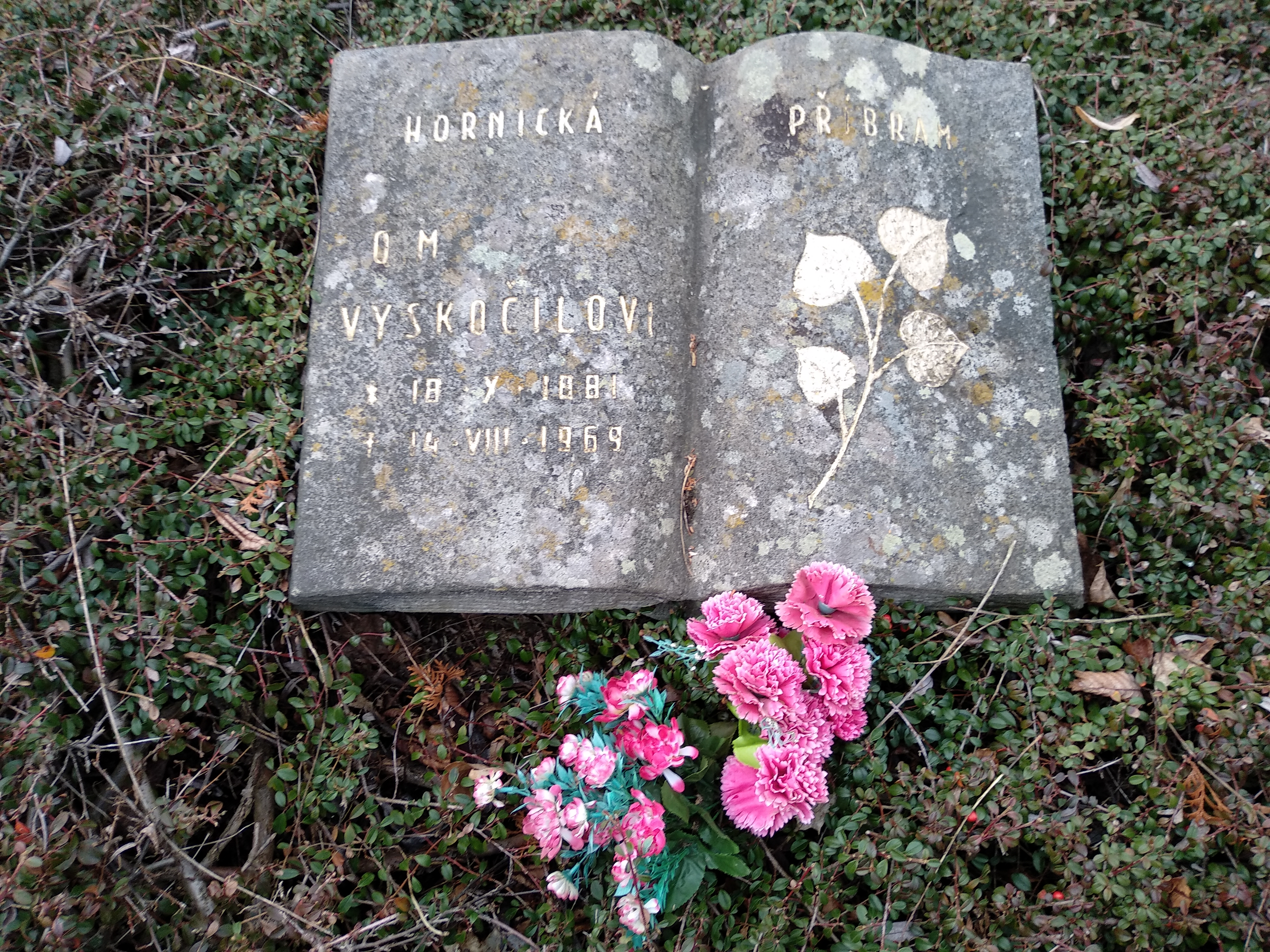
Náhrobek na Městském hřbitově v Příbrami

Narodil se v rodině příbramského gymnaziálního profesora Františka Vyskočila (1854) a jeho manželky Marie, rozené Belšanové (1860).
Vysokoškolská studia započal v 1900 na právech v Praze, studia přerušil po roce. V letech 1901–1904 studoval na německé báňské akademii v Příbrami. V období 1904–1909 vystudoval filologii na pražské Filozofické fakultě Karlovy univerzity a studia ukončil roku 1910 doktorátem. Nejprve pracoval jako středoškolský profesor, od roku 1915 byl magistrátním úředníkem. V roce 1920 se stal knihovníkem a později přednostou knihovního oddělení ministerstva obchodu.
Dne 6. února 1926 se v Praze oženil s Jiřinou Antonií Kaninskou (1900). Do penze odešel v roce 1946.
Je pohřben v rodné Příbrami na Městském hřbitově "na Panské louce".

## Dílo
Jeho publikační dílo, s kterým začal již na studiích v Praze pod pseudonymem Quido Maria, je rozsáhlé. Největší slávu si získala díla inspirovaná příbramským podzemím, hornickými pověstmi, důležitá jsou díla Stříbrné město (1910) a Šachta (1927). Některá jeho díla posloužila jako námět pro film, pro dva filmy také napsal scénář, je autorem libret k operám, pantomimám a oratoriím.
V denním tisku a časopisech zveřejňoval svá prozaická literární díla, verše (Lumír), fejetony (Národní politika), recenze beletrie a referoval o výtvarném umění a divadle.